# Travaux préparatoires
Travaux préparatoires (z fr. prace przygotowawcze) – dokumentacja procesu opracowywania projektu umowy międzynarodowej. Travaux préparatoires zawierają kolejne wersje projektów umowy, protokoły z przebiegu obrad konferencji międzynarodowych, na których projekt umowy jest negocjowany, stanowiska negocjujących stron, obserwatorów, itd. 
Prace przygotowawcze mają istotne znaczenie dla późniejszej interpretacji zawartej umowy międzynarodowej, w szczególności pomagają w ustaleniu rzeczywistej woli stron negocjujących projekt umowy. Zgodnie z Konwencją wiedeńską o prawie traktatów odwoływanie się do prac przygotowawczych należy do tzw. uzupełniających środków interpretacji stosowanych wtedy, gdy wykładnia oparta na zawartej w art. 31 Konwencji ogólnej regule interpretacji pozostawia znaczenie dwuznacznym lub niejasnym albo prowadzi do rezultatu wyraźnie absurdalnego lub nierozsądnego (art. 32 Konwencji).